# Gaafar Nimeiry
Pour les articles homonymes, voir Jafar.
Gaafar Mohammed an-Nimeiry (orthographié également Noumeiry) (en arabe : جعفرمحمدالنميري), né le 1er janvier 1930 à Omdourman et mort le 30 mai 2009 à Khartoum, est un militaire et homme d'État du Soudan, pays qu'il dirige de 1969 à 1985. 
Officier de profession, il arrive au pouvoir par un coup d'État militaire en 1969 (en). Établissant un État à parti unique, consacré par la constitution de mai 1973 qui fait de l'Union socialiste soudanaise (en) la seule entité politique autorisée dans le pays, il poursuit un programme nationaliste arabe et socialiste, en étroite collaboration ses voisins septentrionaux : la République arabe unie de Nasser et la République arabe libyenne de Kadhafi. 
En juillet 1971, il survit à une tentative de coup d'État pro-soviétique (en), après quoi il s'allie avec les deux principaux rivaux de l'URSS, à savoir la Chine maoïste et les États-Unis. 
En 1972, il signe l'accord d'Addis-Abeba, un compromis qui aboutit à la fondation d'une région autonome du Soudan du Sud, mettant ainsi fin à la première guerre civile soudanaise (500 000 à 1 million de morts) et ouvrant la voie à une décennie de paix relative. 
Ses dernières années au pouvoir sont marquées par la restauration du droit pénal musulman (abandonné lors de la colonisation), la révocation de l'autonomie du Soudan du Sud et le déclenchement de la seconde guerre civile soudanaise (près de deux millions de morts).
En 1985, il est évincé par un coup d'État et s'exile à Héliopolis en Égypte. Il revient au Soudan en 1999 et se présente à l'élection présidentielle (en) l'année suivante mais obtient de piètres résultats (9,6 % des voix).

## Vie avant le coup d'État

### Famille
Gaafar Nimeiry est affilié à la tribu Danagla (en), une tribu arabe nubienne originaire du nord du Soudan. Son père s'appelle Mohammed Mohammed Nimeiry et sa mère s'appelle Zainab Arbab Nimeiry. Son père fut soldat dans la Force de défense du Soudan, mais après son mariage, il quitta l'armée et se mit à travailler comme coursier dans une entreprise automobile. Lorsque cette entreprise ouvrit une succursale à Wad Madani, Mohammed Mohammed déménagea et s'y établit avec sa famille composée de lui-même, de sa femme et de ses trois fils : Mostafa, Gaafar et Abdelmadjid qui mourut à l’âge de 24 ans. Une fois arrivé au pouvoir, Gaafar Nimeiry se mit à répéter régulièrement qu'il était le fils d'un coursier dans le but de montrer son appartenance au petit peuple soudanais.   
Nimeiry vécu une enfance difficile et ce dès son plus jeune âge. Il déclara à propos de sa jeunesse : « Je me souviens de la cruauté de la vie que nous avons vécue et, en même temps, je me souviens que le salaire de mon père retraité n’était que de neuf livres. En raison de ce petit salaire, mon père tenait à ce que nous soyons instruit. Nous avons vécu la cruauté de la vie, et afin de m’assurer la possibilité d’étudier pleinement, il a demandé à mon frère aîné d’arrêter ses études au collège et de commencer à travailler. ». Mostafa, le frère aîné de Gaafar, se mit à travailler pour un salaire de quatre livres par mois, ce qui permit à Gaafar de compléter son enseignement primaire et d'accéder à l'enseignement secondaire.

### Études
Nimeiry étudia à l'école Al-Hijrah d'Omdourman, à l'école élémentaire et au collège Al-Amiriya de Wad Madani et au lycée masculin Hantoub de Wad Madani, avant de s'inscrire à l'université de Khartoum mais, faute de moyens financiers suffisants, il finit par rejoindre le collège de guerre soudanais (ar) en 1950 dont il sort diplômé en 1952. Il expliqua son choix dans les termes suivants : « j'ai été encouragé à le faire en pensant que mon inscription à l'académie militaire me fournirait un revenu pour aider ma famille, et le revenu était de quatre livres et demie par mois pour un officier fraichement diplômé, dont la moitié était envoyée à mon père et à ma mère, à laquelle venait s'ajouter une autre somme que mon frère leur envoyait ».  
En 1966, il obtient une maîtrise en sciences militaires du Command and General Staff College de Fort Leavenworth dans le Kansas aux États-Unis. 

### Carrière militaire
Nimeiry occupa différents postes au sein de l'armée soudanaise au Nord comme au Sud. Il est accusé d'avoir participé à une tentative de coup d'État contre le gouvernement du condominium anglo-égyptien en 1955, mais, en raison du manque de preuves, il n'est pas inquiété. Il est de nouveau interrogé dans le cadre d'une enquête sur une autre tentative de coup d’État ratée orchestrée par un officier nommé Khaled Youssouf, mais, une fois de plus, l’enquête ne trouve rien qui puisse incriminer Nimeiry.
Le 28 décembre 1966, le sous-lieutenant Khalid Hussein Othman et un contingent d'autres jeunes officiers communistes de l'armée de terre échouent à s'emparer du palais présidentiel et du bureau de poste central. Environ 400 personnes sont arrêtées dans la foulée, parmi lesquels le colonel Gaafar Nimeiry (commandant du commandement de l’Est), le secrétaire général du Parti communiste clandestin Abdel Khaliq Mahgoub et l'ancien premier ministre Mohammed Ahmad Mahgoub (en). Le 1er janvier 1967, les civils arrêtés pendant le contre-coup d'État sont libérés. Les militaires sont libérés quelques jours plus tard. Nimeiry, sorti de prison le 9 janvier 1967, est affecté au commandement de l'école d'infanterie d'Omdourman en guise de punition.

## Politique

### Premières années au pouvoir et réformes socialistes

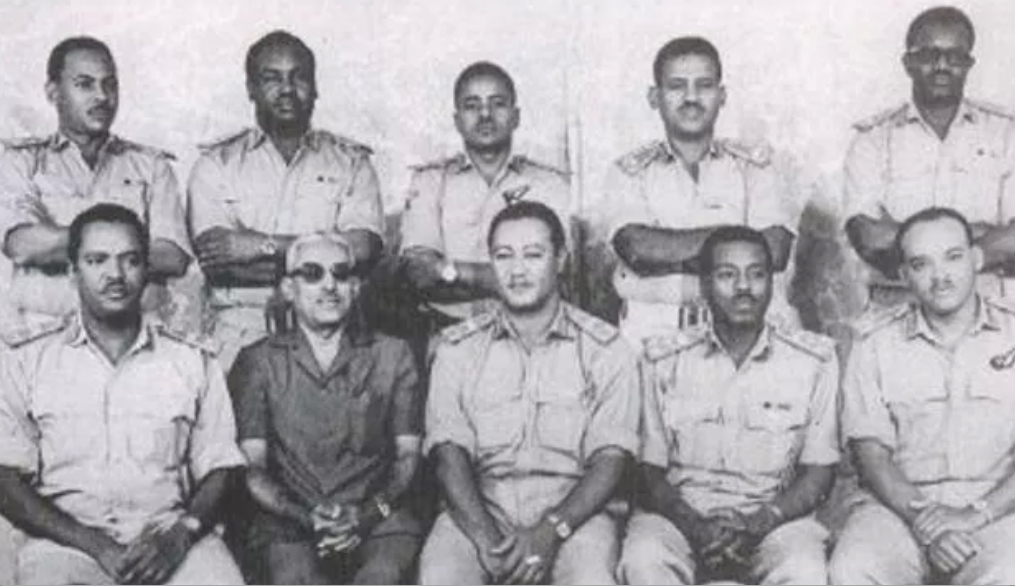
Photo du en 1969 ; Nimeiry est au centre.

Le 25 mai 1969, avec quatre autres officiers, le colonel Nimeiry, commandant la garnison de Khartoum, renversa le Conseil de souveraineté (nom du gouvernement civil d'Ismaïl al-Azhari) au cours de ce qui fût appelé la « révolution de mai ». Le journaliste militaire Edgar O'Ballance (en) note que la date choisie pour le coup d'État était opportune, puisqu'à ce moment-là, ce n'était pas moins de 14 officiers parmi les plus hauts gradés des forces armées soudanaises qui se trouvaient hors du pays pour des raisons officielles ou privées. Dans la foulée du putsch, Nimeiry suspend la constitution, dissout le Conseil suprême, l'Assemblée nationale, la Commission de la fonction publique ainsi que l'ensemble des partis politiques, réorganise l'armée (il se promeut major-général, envoi à la retraite 22 officiers, qui sont pour la plupart ses supérieurs hiérarchiques, démet de leurs fonctions plus d'une trentaine d'autres et nomme 14 nouveaux officiers aux postes les plus importants) et fonde le Conseil national du commandement révolutionnaire (en) (ou CCR), dont il prend immédiatement la présidence.  
Le 26 octobre 1969, Nimeiry devient premier ministre et lance une campagne pour transformer l'économie du Soudan, en nationalisant les banques et les industries ainsi qu'en développant des réformes agraires. Plus généralement, il utilise son nouveau poste pour promouvoir le nationalisme arabe et le socialisme. 

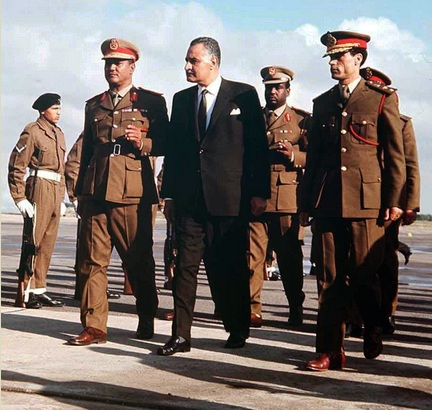
Nimeiry (à gauche), Nasser (au centre) et Kadhafi (à droite) à l'aéroport de Tripoli, le 27 décembre 1969.

Au printemps 1970, Nimeiry ordonne le bombardement de l'île d'Aba (en). L'opération, soutenue par des chasseurs-bombardiers égyptiens (soi-disant dirigés par le futur président Hosni Moubarak), aboutit à la mort d'environ 12 000 Ansar (individus considérant Muhammad Ahmad ibn Abd Allah Al-Mahdi comme le Mahdi de l'eschatologie islamique) qui s'étaient opposés à son régime,,. Parmi eux, l'oncle de l'ancien premier ministre Sadeq al-Mahdi qui est, quant à lui, emprisonné et les biens de sa famille sont saisis par l'État.
Le 15 septembre 1971, Nimeiry est élu président de la république démocratique du Soudan (en) au cours d'un plébiscite (98,6 % des voix en sa faveur). Peu de temps après, il dissout le CCR et fonde l'Union socialiste soudanaise (en), dont il fait la seule organisation politique légale. 
Au début de l'année 1972, à Addis-Abeba, en Éthiopie, il signe un accord octroyant l'autonomie au Soudan du Sud (majoritairement peuplé de non-musulmans et de Noirs, contrairement au Nord, islamisé et arabisé de longue date). Cette action met fin à la première guerre civile soudanaise et inaugure onze années de paix et de stabilité relatives dans la région.
En 1973, Nimeiry entreprend de rédiger une nouvelle constitution (la première permanente de l'histoire du Soudan) qui insiste sur le caractère démocratique, socialiste et présidentiel du nouveau régime. 

### Tentatives de coup d'État et alliance avec la Chine maoïste et l'Occident

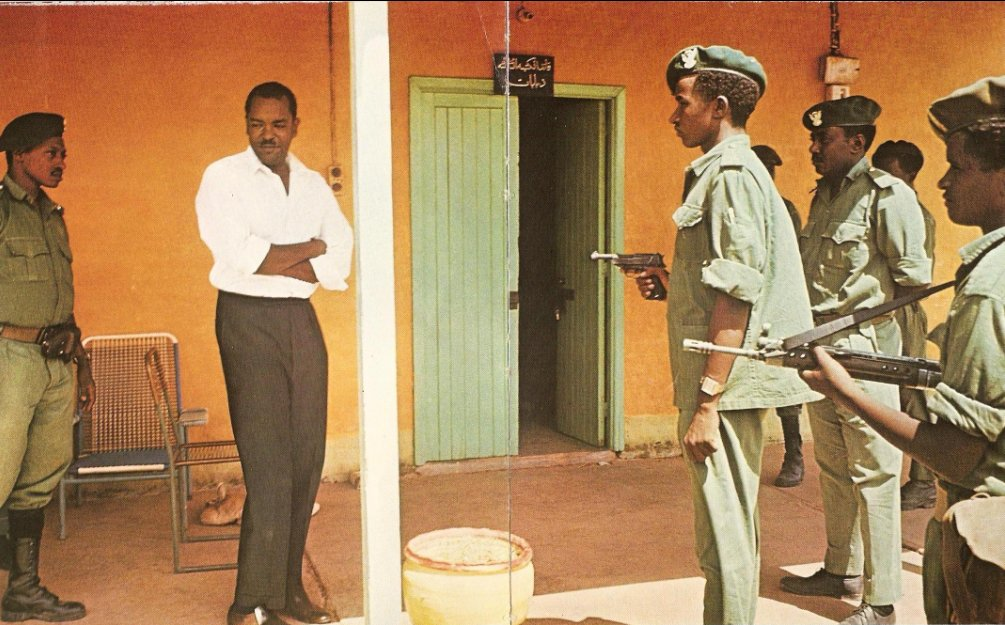
Le putschiste est arrêté par les forces restées loyales à Nimeiry, le 22 juillet 1971 à Khartoum.

Nimeiry résiste avec succès à une tentative de coup d'État de Sadeq al-Mahdi (le dirigeant du Parti Oumma) en 1970. L'année suivante, il est brièvement démis de ses fonctions par un coup d'État communiste (en), avant d'être rétabli dans ces dernières avec l'aide de la Libye kadhafiste (qui force l'avion de deux putschistes à atterrir sur son sol avant de les faire arrêter). Détenu pendant le coup d'État, il saute depuis la fenêtre de l'endroit où il était incarcéré lorsque ses partisans se pressent devant celui-ci pour l'accueillir.   
Après ce coup d'État, Nimeiry prend ses distances avec l'Union soviétique et commence à recevoir des armes en provenance de la Chine maoïste et des États-Unis,. Selon la BBC, « [a]près avoir saisi le pouvoir en 1969, Gaafar Nimeiri abandonna peu à peu son admiration d’homme de gauche pour l’ancien président égyptien Gamal Abdel Nasser, et devint un allié des États-Unis ». En avril 1972, il signe un accord avec la Chine, prévoyant la formation de l'armée soudanaise par des conseillers militaires chinois et l'achat de MiG-19. Mao Zedong octroie également au Soudan des prêts sans intérêt, et les entreprises publiques chinoises commencent à s'implanter dans le pays, où elles réalisent un certain nombre de travaux publics notamment des usines, des routes, des ponts et des centres de conférence. La coopération sino-soudanaise est un legs important de la politique de Nimeiry, puisqu'elle se poursuivra bien après son éviction du pouvoir en 1985. 
Le 5 septembre 1975, un putsch orchestré par des éléments communistes des forces armées dirigés par le lieutenant-colonel Hassan Hussein Othman, échoue à évincer durablement Nimeiry du pouvoir. Le général el-Baghir, premier vice-président, mène un contre-coup d'État qui ramène Nimeiry au pouvoir en quelques heures. Le lieutenant-colonel Othman est blessé, conduit devant une cour martiale, qui le condamne à mort, et exécuté. 

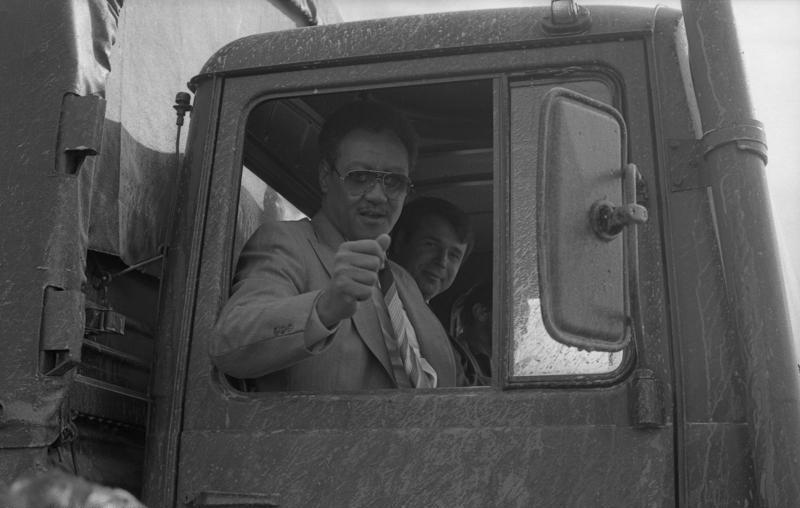
Nimeiry essayant un camion militaire lors d'une visite d'État en Allemagne de l'Ouest, le 7 octobre 1978 à.

Au milieu des années 1970, Nimeiry lance plusieurs initiatives pour développer l’agriculture et l'industrie au Soudan et invite des entreprises occidentales et chinoises à venir faire de la prospection pétrolière dans le pays. De façon plus générale, il tempère son socialisme et entreprend une politique économique plus modérée, privatisant certaines banques et industries (bien que l’État garde la mainmise sur la plus grande partie de l'économie) et encourageant l’afflux de capitaux étrangers (IDE et investissement de portefeuille), comme en témoignent la signature d'un certain nombre de traités bilatéraux sur les investissements avec les Pays-Bas (1970), la Suisse (1974), l’Égypte (1978) et la France (1978).  
En juillet 1976, une force d’un millier d’insurgés armés et entraînés par la Libye, sous le commandement de Sadeq al-Mahdi, traverse la frontière au niveau de Maaten al-Sarra. Après avoir traversé le Darfour et le Kordofan, les insurgés s'engagent dans trois jours de combat urbain dans les rues de Khartoum et d'Omdourman au cours desquels près de 3 000 personnes périssent, entrainant ainsi un ressentiment national immense envers le leader libyen Mouammar Kadhafi. Nimeiry et son gouvernement sont sauvés de justesse par l’entrée d’une colonne de chars de l’armée dans la ville. 98  personnes ayant pris part au complot sont ultérieurement exécutées. 
En juillet 1978, lors du 16e sommet de l'Organisation de l'unité africaine qui se tient à Khartoum, Nimeiry est élu président de l'OUA pour un an.

### Réconciliation nationale
Au début de l'année 1977, Sadeq al-Mahdi, le chef de l’opposition basé à l’étranger, et le président Nimeiry se rencontrent à Port-Soudan et entament un processus de réconciliation nationale (préparé en amont par le gouvernement qui avait envoyé des émissaires à Londres pour parlementer avec des représentants de l'opposition). Une dose de pluralisme est introduite à l'occasion de l'élection de l'Assemblée populaire (en) en février 1978 : les membres du Parti Oumma, du Parti unioniste démocrate (en) et des Frères musulmans sont autorisés à se présenter comme candidats indépendants et obtiennent 140 des 274 sièges à pourvoir. Cela conduit de nombreux observateurs à féliciter Nimeiry pour ses efforts de démocratisation du pays.  
Hassan al-Tourabi, un agitateur islamiste que Nimeiry avait fait emprisonné (pendant 6 ou 7 ans) et exiler (en Libye) après la révolution de mai est autorisé à revenir au Soudan en 1977 et est promu au poste de procureur général (équivalent du ministre de la Justice) en 1979.  
Le processus de réconciliation nationale connaît cependant un certain nombre de limites : les relations entre le gouvernement central (à Khartoum) et le Sud autonome se dégradent, les désaccords entre l'opposition et Nimeiry éclatent au grand jour et d'autres au sein même de l'Union socialiste soudanaise (en) (dont la discipline de parti a considérablement diminuée) font leur apparition. 

### Relations avec les États-Unis et Israël
Nimeiry est l'un des deux seuls chefs d’État arabes (avec Qabus ibn Saïd, le sultan d'Oman) à maintenir des relations diplomatiques avec Anouar el-Sadate après que celui-ci a signé les accords de Camp David, le 17 septembre 1978. Il est par ailleurs le seul chef d’État arabe à se rendre à ses funérailles, le 10 octobre 1981.

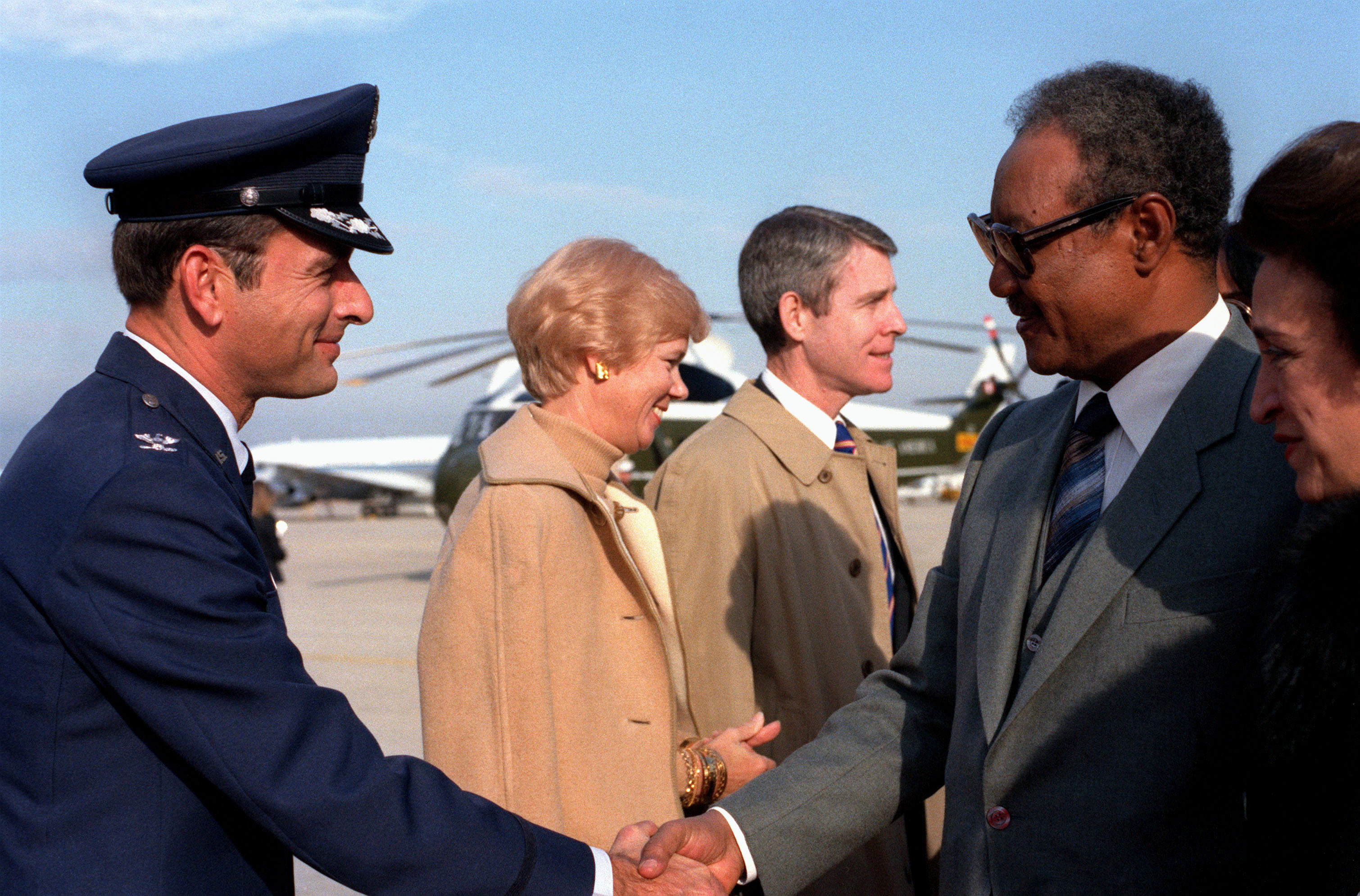
Nimeiry est reçu aux États-Unis pour une visite d'État, le 21 novembre 1983 à l'Andrews Air Force Base.

Allié des Américains depuis plusieurs années, il les laisse utiliser son pays comme une base arrière pour leurs services de renseignement. Nimeiry entretient également des relations ambigües avec Israël (que son gouvernement ne reconnaît pas officiellement), puisqu'il l'aide à organiser l'alya des Falashas (près de 7 900 Falashas sont transportés par voie aérienne du Soudan vers Israël, via la Belgique, au cours de l'opération Moïse entre le 21 novembre 1984 et le 5 janvier 1985. Le 28 mars 1985, c'est 494 Falashas qui sont directement transférés du Soudan vers Israël lors de l'opération Sheba ou Joshua) et rencontre personnellement son ministre de la Défense, Ariel Sharon, au Kenya en mai 1982, en présence d’Adnan Khashoggi.  
La proximité avec les États-Unis s’accentue sous la présidence de Ronald Reagan. L'aide américaine passe de 5 millions de dollars américains en 1979 à 200 millions en 1983, puis à 254 en 1985, essentiellement pour les programmes militaires. Le Soudan devient ainsi le deuxième bénéficiaire de l’aide américaine en Afrique (après l’Égypte). La construction de quatre bases aériennes destinées à accueillir des unités de la Force de déploiement rapide et d’une puissante station d’écoute, près de Port-Soudan, est mise en chantier.

### Alliance avec les Frères musulmans
Boycotté par plusieurs factions de l'opposition, les élections législatives de 1980 (en) et de décembre 1981 (en) voient d'importantes victoires des Frères musulmans qui remportent la majorité absolue des sièges à l'Assemblée populaire en tant que candidats de l'USS (en) ou candidats indépendants soutenus par l'USS. Prenant acte de l'influence grandissante de la confrérie, Nimeiry signe une alliance avec elle en 1981.  
En mars 1985, il rompt brusquement son alliance avec les Frères musulmans qu'il accuse désormais d'être derrière les maux du pays

### Islamisation du droit pénal, de l'économie et de la vie politique
En 1977, Nimeiry établit un « comité [pour la] révision des lois afin qu’elles soient conformes à la loi islamique ». Le comité, sous la houlette de Hassan al-Tourabi, rédige une série de sept projets de loi portant sur divers sujets tels que la prohibition de l'alcool (khamr), de l'usure (riba) et des jeux d'argent (maisir (en)), l'instauration des peines prescrites (hudud), l’application de la loi islamique (charia) dans tous les domaines non couverts par d’autres lois etc. Mais, dans les cinq premières années d'existence du comité, seul le projet de loi réglementant le paiement de l'aumône obligatoire (zakât) est adopté, probablement parce qu'il est le moins controversé d'entre eux.   
Le 9 septembre 1983, Nimeiry annonce publiquement son intention de remplacer le code pénal laïc du Soudan par un nouveau code pénal basé sur la loi islamique (et de facto sur son interprétation malikite),. Dans la foulée, 13 000 prisonniers sont libérés (on ignore s'il y'avait des prisonniers politiques parmi eux et, si oui, combien).   
Le 2 mars 1984, Nimeiry annonce que les nouvelles dispositions pénales ne s'appliqueront pas aux chrétiens.   
En février - mars 1984, c'est au tour de l'économie du pays d'être islamisé avec la suppression des intérêts sur les transactions internes et le remplacement des impôts (sur le revenu notamment) par l'aumône obligatoire (ou zakât).   
En mai 1984, Nimeiry établit des tribunaux d'exception (qui sont renommés tribunaux de justice décisive le 8 juillet suivant) dont les compétences incluent la capacité de prononcer des peines islamiques de flagellation et d'amputation.   
En juin 1984, Nimeiry ordonne à tous les officiers des forces armées soudanaises de lui prêter allégeance (bay'a) en tant que guide (imam) du Soudan.   
En septembre 1984, Nimeiry organise une conférence internationale sur la mise en œuvre de la charia au Soudan. Au cours de celle-ci, il justifie de façon rationnelle son implémentation du droit pénal musulman : selon lui, toutes les mesures entreprises précédemment pour juguler le crime ont échoué et le taux de criminalité au Soudan avait atteint un niveau insupportable (12 500 meurtres ou tentatives de meurtre et 130 000 vols enregistrés dans l'année précédent l'instauration des hudud) que les hudud ont fait diminuer de 40 % en l'espace d'un an. Pour la même période, les services de police donne des chiffres plus détaillés en fonctions des différents actes criminels : - 55 % pour les préjudices corporels graves,  - 59 % pour les vols qualifiés, - 71 % pour les meurtres.   
Le 25 décembre 1984, Mahmoud Mohamed Taha publie une brochure dans laquelle il critique ouvertement l'implémentation de la loi islamique (charia) et appelle à l'abolition des mesures mises en place depuis plus d'un an. Le 5 janvier 1985, il est arrêté et son procès s'ouvre le surlendemain. Le juge (cadi) lui reproche de propager des points de vue hétérodoxes (zandaqat) et d'inciter en cela à la sédition (fitna). Usant de son interprétation (ijtihad) de la charia, le juge le condamne, lui ainsi que quatre autres personnes, à la peine de mort pour apostasie de l'islam (un crime qui ne figure pas encore dans le code pénal du Soudan), le 8 janvier. Le 15 janvier, la cour d'appel confirme la condamnation à mort. Le 17 janvier, Nimeiry ratifie le jugement et le fait savoir dans une émission diffusée à la radio et la télévision. Refusant de se repentir, Mahmoud Mohamed Taha est exécuté par pendaison le 18 janvier dans la cour de la prison de Kobar devant des centaines de personnes dont ses quatre coaccusés. Le 20 janvier, ils se repentent publiquement en signant, sous le regard de six savants musulmans (ouléma), un document qui dénonce Mahmoud Mohamed Taha. La scène est filmée et retransmise à la télévision nationale le soir même. Cela aboutit à leur libération ainsi qu'à celle de tous les membres des Frères républicains (la petite organisation politique clandestine de Mahmoud Mohamed Taha). Le 18 novembre 1986 (soit près d'un an et demi après le renversement de Nimeiry), la Cour suprême du Soudan (en) annule le jugement ayant aboutit à la condamnation à mort de Mahmoud Mohamed Taha. Quoi qu'il en soit, le Soudan reste l'un des trois seuls États internationalement reconnus (avec l'Iran et l'Arabie saoudite) à avoir officiellement mis à mort un individu pour apostasie au cours de ces quarante dernières années.    
En juin 1986, environ 300 Soudanais avaient déjà été amputé d'un ou plusieurs membres en application des hudud coraniques concernant la sariqa et la hirabah (en) (respectivement prévus par les versets 38 et 33 de la sourate 5, Al-Ma'ida). Selon Hervé Bleuchot, si l'on excepte l'intermède mahdiste, ce genre de sanctions n'étaient plus appliquées au Soudan depuis le XVIe siècle (i.e. l'époque du sultanat de Sennar).

### Révocation de l'autonomie du Sud

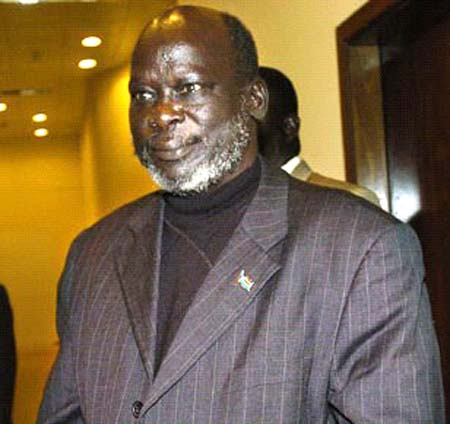
Le rebelle sudiste John Garang.

Le 5 juin 1983, Nimeiry, soutenu par son second vice-président Joseph Lagu (en) (originaire de l'extrême sud du pays et commandant de l'Anyanya pendant la première guerre civile), met fin à l'autonomie du Soudan du Sud par l'ordre républicain numéro 1, qui divise celui-ci en trois sous-régions distinctes (l'Équatoria, le Nil Supérieur et le Bahr el-Ghazal), auxquelles vient s'ajouter la province pétrolifère d'Unité. Ce décret violant la constitution de mai 1973 (qui précise que l’accord d’Addis-Abeba ne peut être modifié que par un vote des trois quarts à l’Assemblée nationale suivie d’une majorité d'un vote des deux tiers lors d'un référendum populaire dans le Sud) enterre définitivement le moribond accord d'Addis-Abeba (maintes fois remis en cause depuis le début des années 1980). Cette décision précipite la reprise des hostilités dans le Sud. Le 29 avril 1984, Nimeiry se sert de la situation délétère dans le Sud comme d'un prétexte pour décréter l'état d'urgence qu'il finit par lever cinq mois plus tard.   

### Sécheresse
En 1984 et 1985, après une période de sécheresse, plusieurs millions de personnes sont menacées par la famine, en particulier au Darfour. Gêné, Nimeiry fait en sorte de cacher la situation à l'international.

## Renversement
Le ressentiment politique et économique à l'encontre de Nimeiry s’est accru plusieurs années avant 1985. Selon des Soudanais interviewés par le New York Times, Nimeiry avait « commencé à s'aliéner presque tous les pans de la société soudanaise ». Beaucoup de chrétiens et d'animistes, en particulier dans le Sud, se plaignaient de l'imposition de la loi islamique dans tout le Soudan, tandis que la hausse du prix des denrées alimentaires, résultant d'un programme d’austérité économique mis en œuvre sous la pression des États-Unis et du FMI, générait bien d'autres mécontents. Le 2 avril 1985, huit syndicats (de médecins, d'avocats, de professeurs d’université etc.) appellent à la mobilisation et à une « grève politique générale jusqu’à la suppression du régime actuel ». Le lendemain, des manifestations massives secouent Khartoum, mais aussi les principales villes du pays ; la grève paralyse les institutions et l’économie. Le 6 avril 1985, alors que Nimeiry effectue une énième visite officielle aux États-Unis dans l’espoir d’obtenir davantage d’aide financière de Washington, son ministre de la Défense, le commandant en chef des forces armées Abdel Rahman Swar al-Dahab, renverse son gouvernement au cours d'un coup d'État militaire sans effusion de sang. 
Peu de temps après le coup d'État, Nimeiry atterrit au Caire, où il est accueilli par le président Hosni Moubarak (avec qui il s'entretient pendant 25 minutes), le premier ministre Kamal Hassan Ali et le ministre de la Défense Abd Al-Halim Abou Ghazala (en). Bien décidé à rentrer à Khartoum, il est finalement dissuadé de le faire par le pilote de l'avion présidentiel et par Moubarak qui jugent tous les deux qu'entreprendre un tel voyage serait trop dangereux pour lui. 
Le Parti Oumma, du Parti unioniste démocrate (en) et le Parti communiste, qui ont pris part aux manifestations ayant débouché sur le coup d'État, parviennent à un accord avec l'armée qui prévoit des élections libres après un an de transition démocratique. Ces élections (en) (les dernières libres de l'histoire du pays) sont remportées par Sadeq al-Mahdi (auteur d'une tentative de coup d'État contre Nimeiry en 1976) qui devient une nouvelle fois premier ministre. 

## Exil
De 1985 à 1999, Nimeiry vit en exil dans une villa située à Héliopolis, une banlieue cossue du Caire. 

## Retour
En mai 1999, Nimeiry rentre au Soudan après 14 ans d'exil : il y est chaleureusement accueilli par la population, ce qui surprend nombre de ses détracteurs. 
En 2000, il se présente à l'élection présidentielle (en) contre le président sortant Omar el-Bechir (au pouvoir depuis un Coup d'État en 1989), mais ne recueille qu'un peu moins d'un dixième des suffrages au cours d'un scrutin boycotté par l'opposition et accusé d'irrégularités.  
En 2005, la nouvelle formation politique de Nimeiry, l'Alliance des forces de travail populaires, signe un accord de fusion avec le parti au pouvoir, le Congrès national, qui venait de négocier un accord de paix global mettant fin à la seconde guerre civile soudanaise.

## Mort
Il décède le 30 mai 2009, d'une longue maladie non précisée. Des dizaines de milliers de personnes assistent à ses funérailles officielles, y compris des membres des formations politiques qui s'étaient opposées à sa présidence. 
Après sa mort, son ancien vice-président au sein du Conseil national du commandement révolutionnaire (en), Khalid Hassan Abbas (en), est élu à la tête de l’Alliance des forces de travail populaires. Des dissensions voient le jour entre les partisans de Nimeiry, certains approuvant le partenariat avec le Congrès national et d’autres le rejetant au motif que le Congrès national aurait renié l’accord de fusion et ne l’aurait pas correctement mis en œuvre. Les groupes dissidents forment l’Union socialiste de mai qui participe aux élections générales soudanaises de 2010. Un autre groupe dirigé par la professeure Fatima Abdel Mahmoud (ancienne ministre de Nimeiry) avait déjà fondé le Parti de l’Union socialiste démocratique soudanaise en tant que parti successeur de l'Union socialiste soudanaise (en) en 2008. Abdel Mahmoud est une ancienne ministre de Nimeiry (la première femme ministre de l'histoire du Soudan) et la seule femme à s'être portée candidate aux élections générales soudanaises de 2010, où elle a obtenu 0,3 % des suffrages exprimés.